# アイギナの財宝

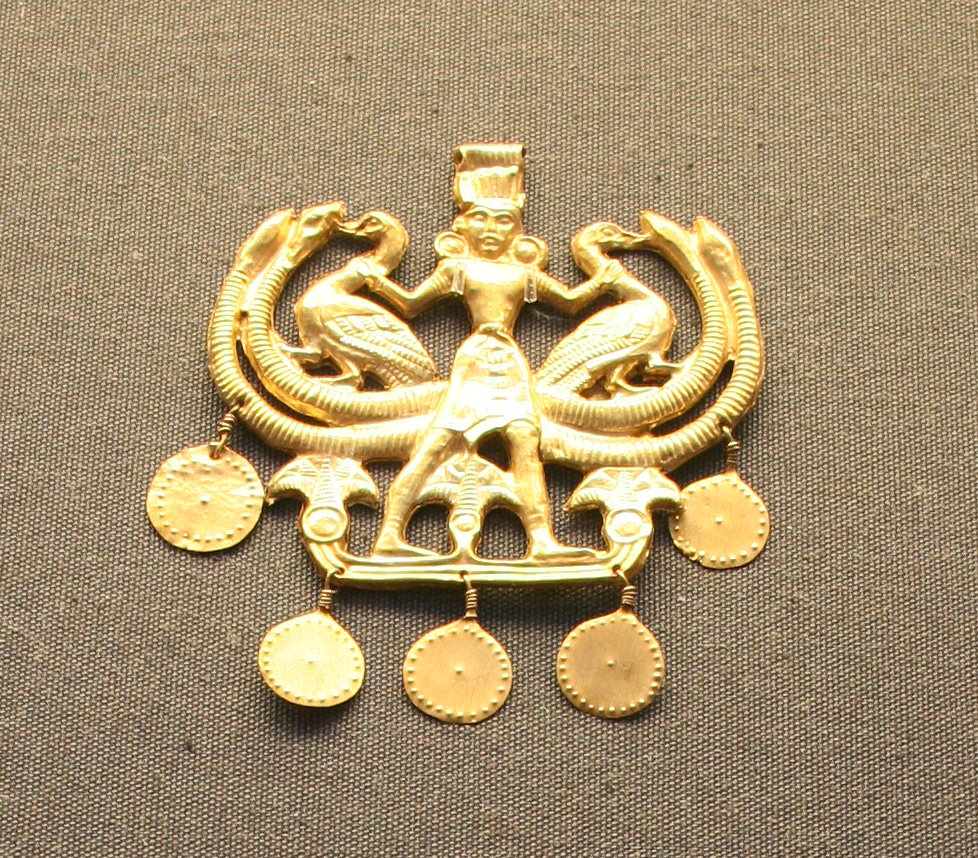
「動物の主人」と呼ばれる金のペンダント。

アイギナの財宝（英: Aegina Treasure）は、ギリシャのアイギナ島から発見された重要なミノア文明の金の装飾品群である。1892年以降、ロンドンの大英博物館の所蔵コレクションの一部となっており、現在はミノア文明をテーマとする展示室12aで展示されている。

## 発見
この財宝は1891年にアイギナ島の墳墓で発見されたと言われているが、正確な状況は不明である。大英博物館は1892年にロンドンのスポンジを販売する会社クレスウェル・ブラザーズ（Cresswell Brothers）から宝の大部分を購入した。さらに大英博物館は1914年に財宝の一部を購入した。

## 解説
アイギナの財宝は、その様式と図像から紀元前1850年頃から1550年頃の古代ギリシアの青銅器時代までさかのぼる金宝飾品で主に構成されている。これらの多くはクレタ島か、あるいはアイギナ島に入植したクレタ島の職人によって制作されたと考えられている。2組の華麗なイヤリング、3つのダイアデム（王冠）、ペンダント、ブレスレット、金のカップ、4つの指輪、装飾された飾り板（plaque）と装飾が施されていない細長い板が含まれ、また金、ラピスラズリ、アメジスト、水晶、カーネリアン、緑のジャスパーなど、さまざまな素材で作られた5つの金輪または指輪と多くのビーズとペンダントがある。

## ペンダントとイヤリング
財宝の中で最も精巧な装飾品は、胸のペンダントとイヤリングのペアである。ペンダントは野原にいる2羽のガチョウに囲まれたクレタの神を表現したものらしい。神の後ろには2本の神聖な雄牛の角が立っているように見える。神は考古学者から「動物の主人」と呼ばれている。イヤリングのペアは向かい合った2組の猟犬を囲む双頭蛇の形に設計されている。

## ギャラリー

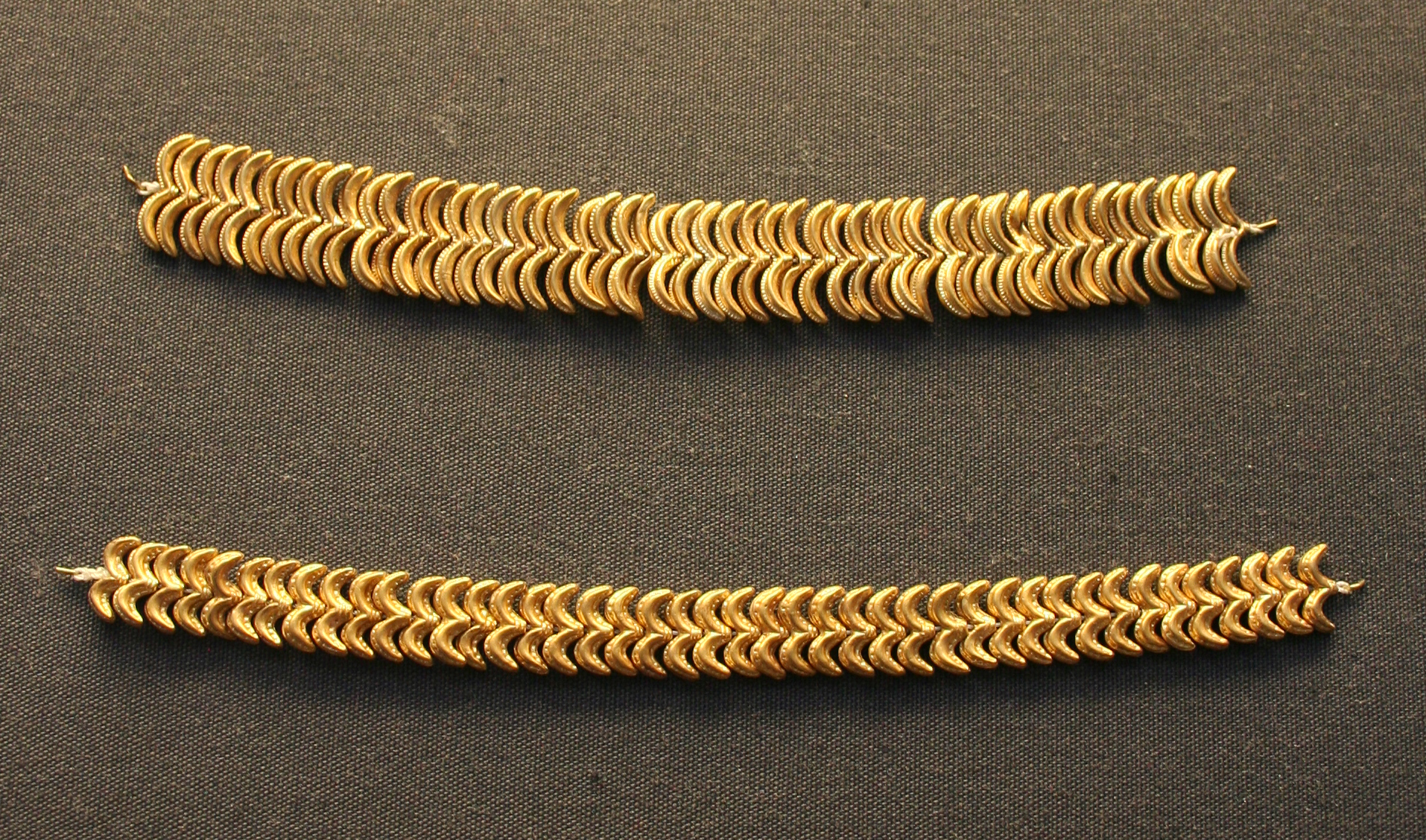
金のビーズの2つのセット
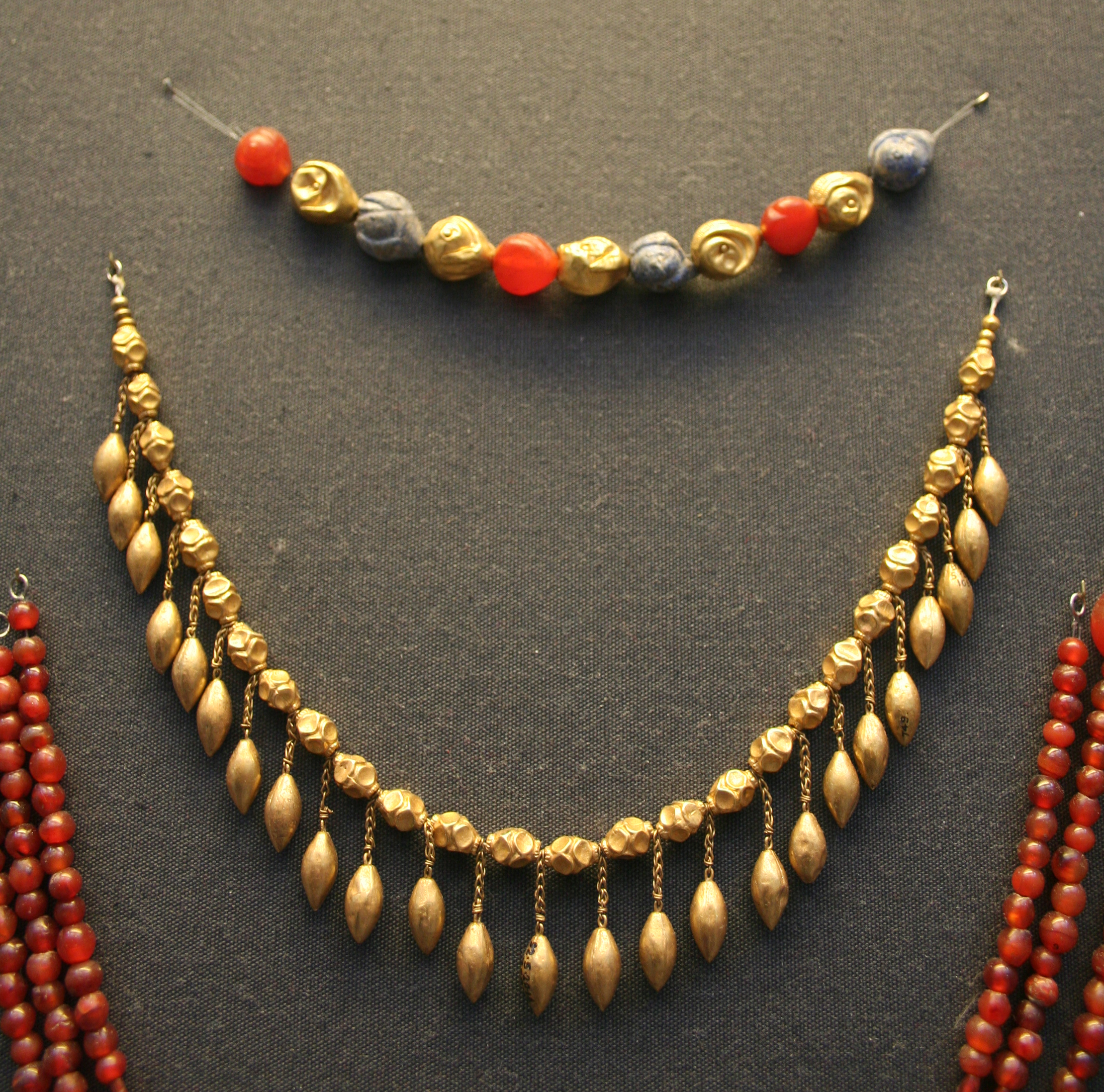
多くのネックレス
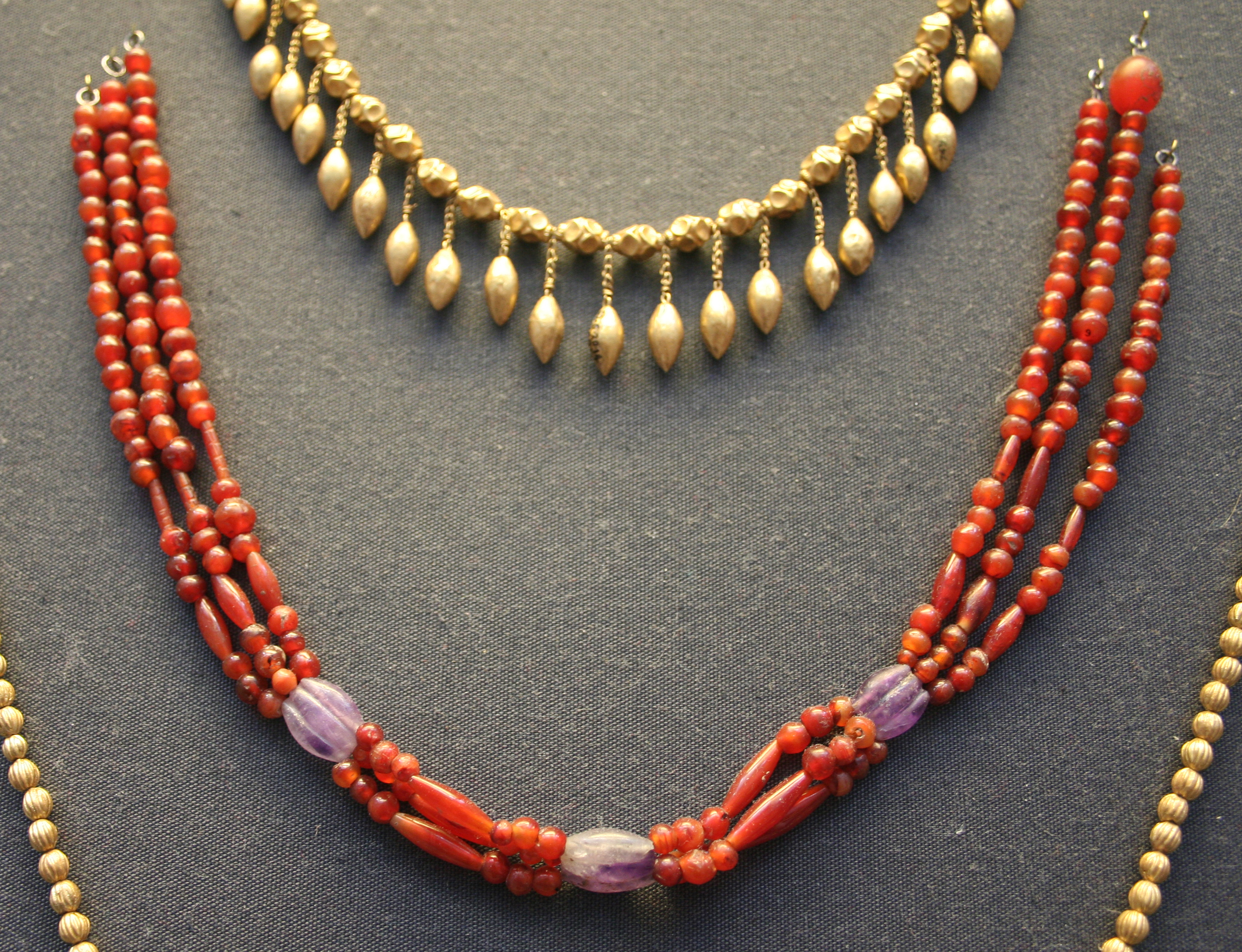
金、カーネリアン、ジャスパーで作られたネックレス
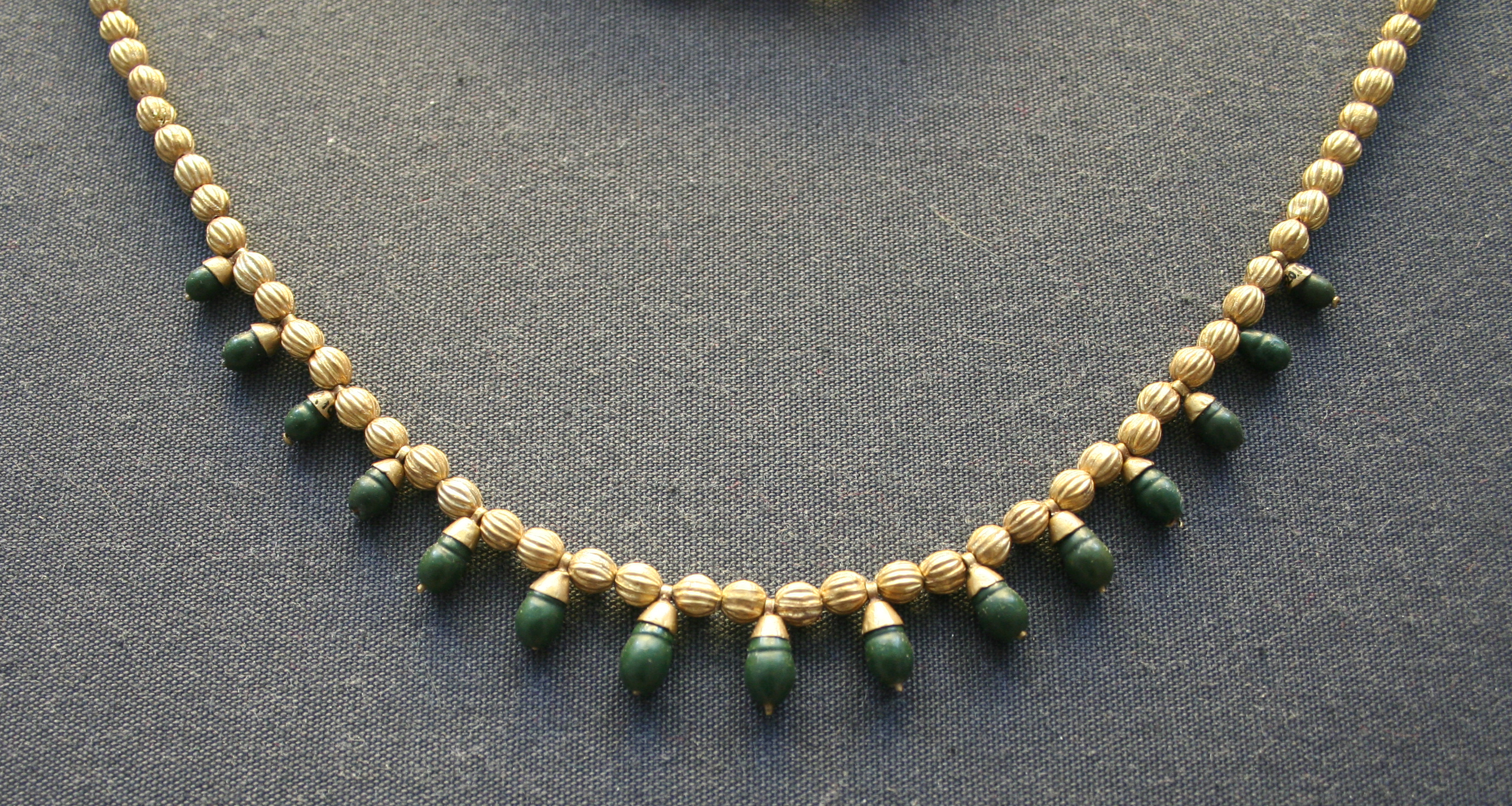
金のビーズとジャスパーのペンダントで作られたネックレス
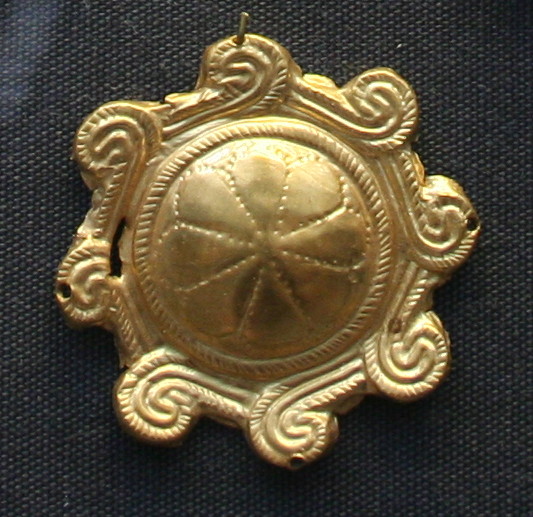
54個の同一のデザインの金のプラークの1つ。花びらのロゼットで飾られた凸状の突起がある
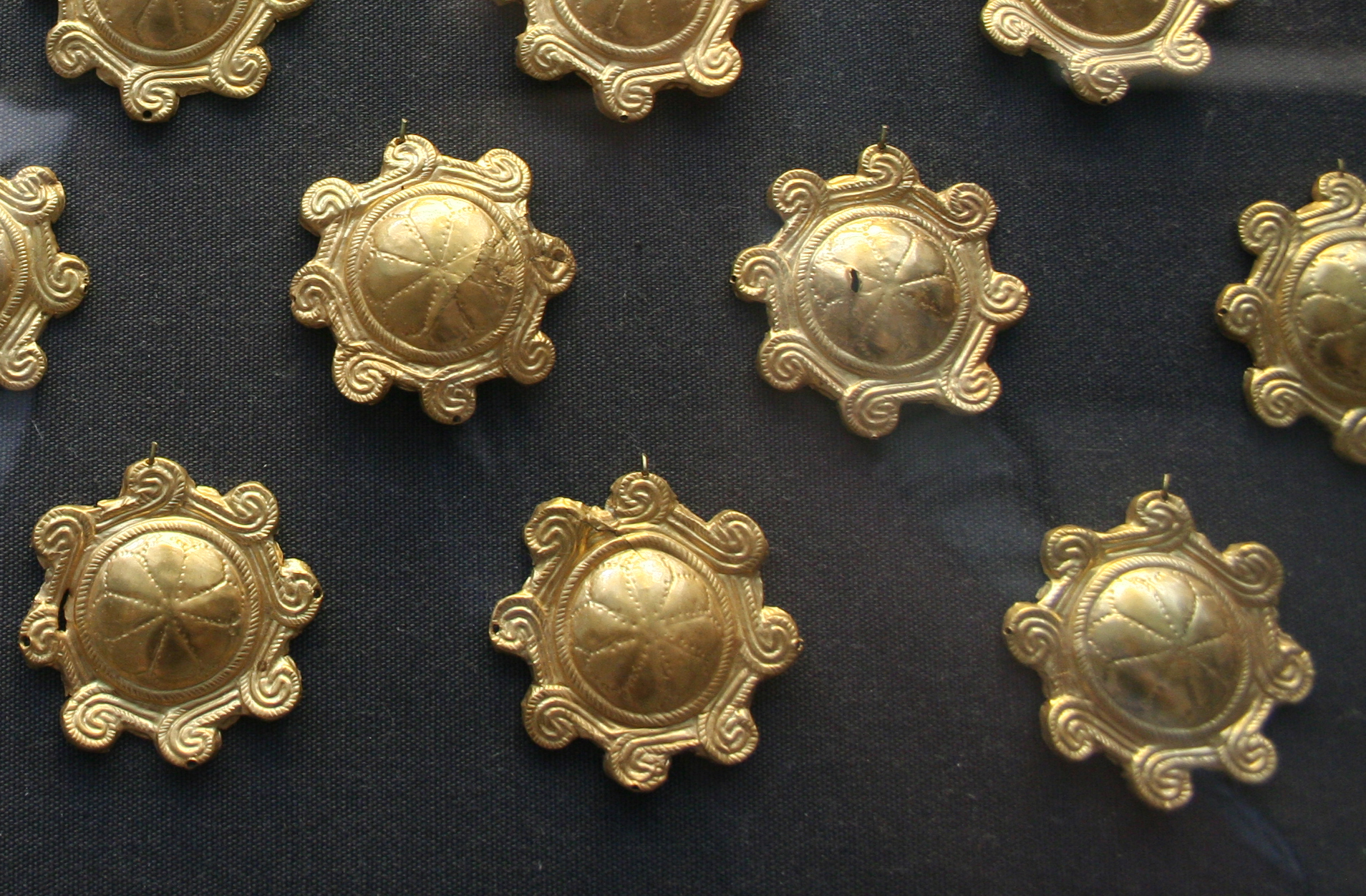
多数のプラーク
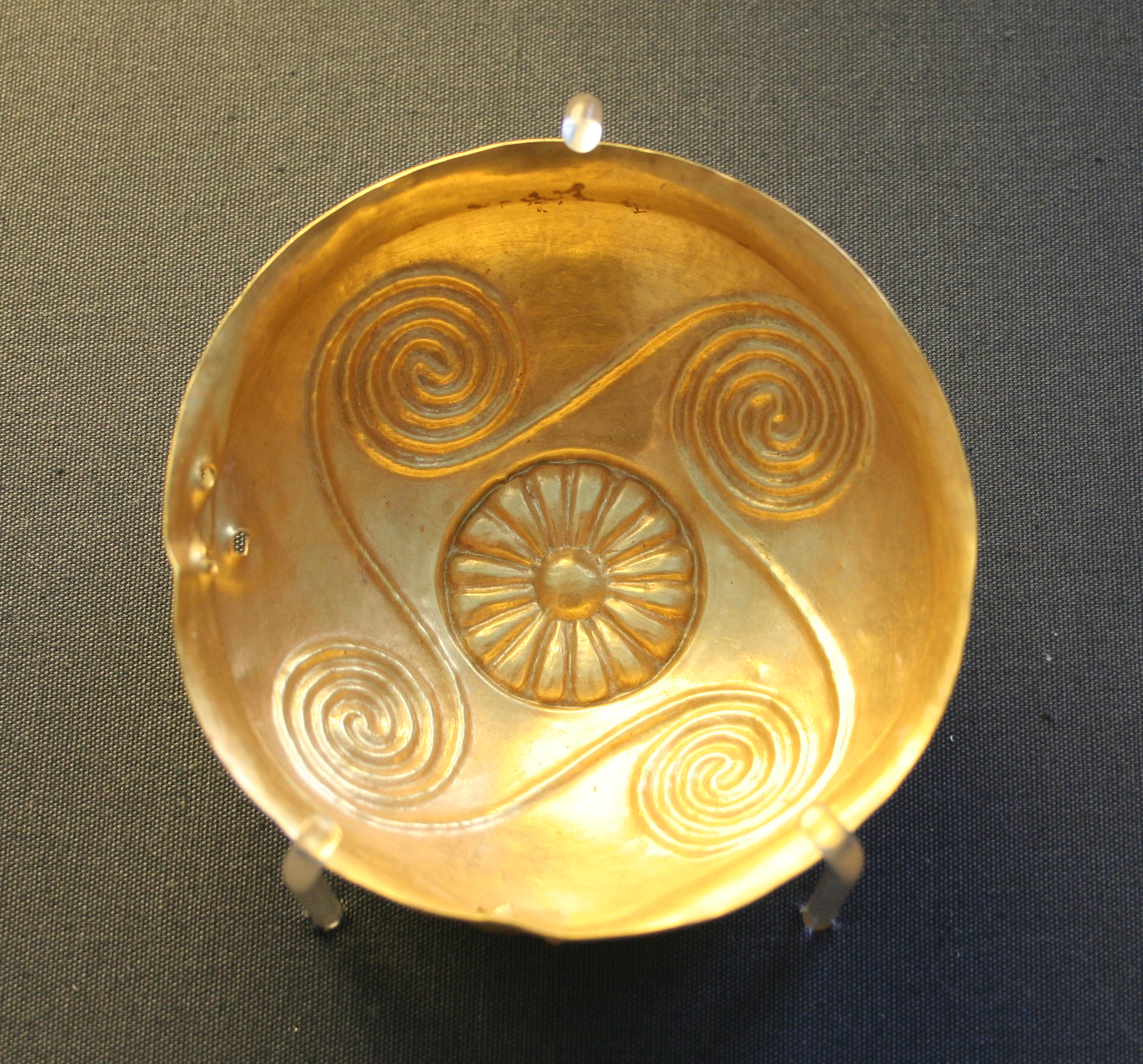
ロゼットとらせん状の金のカップ
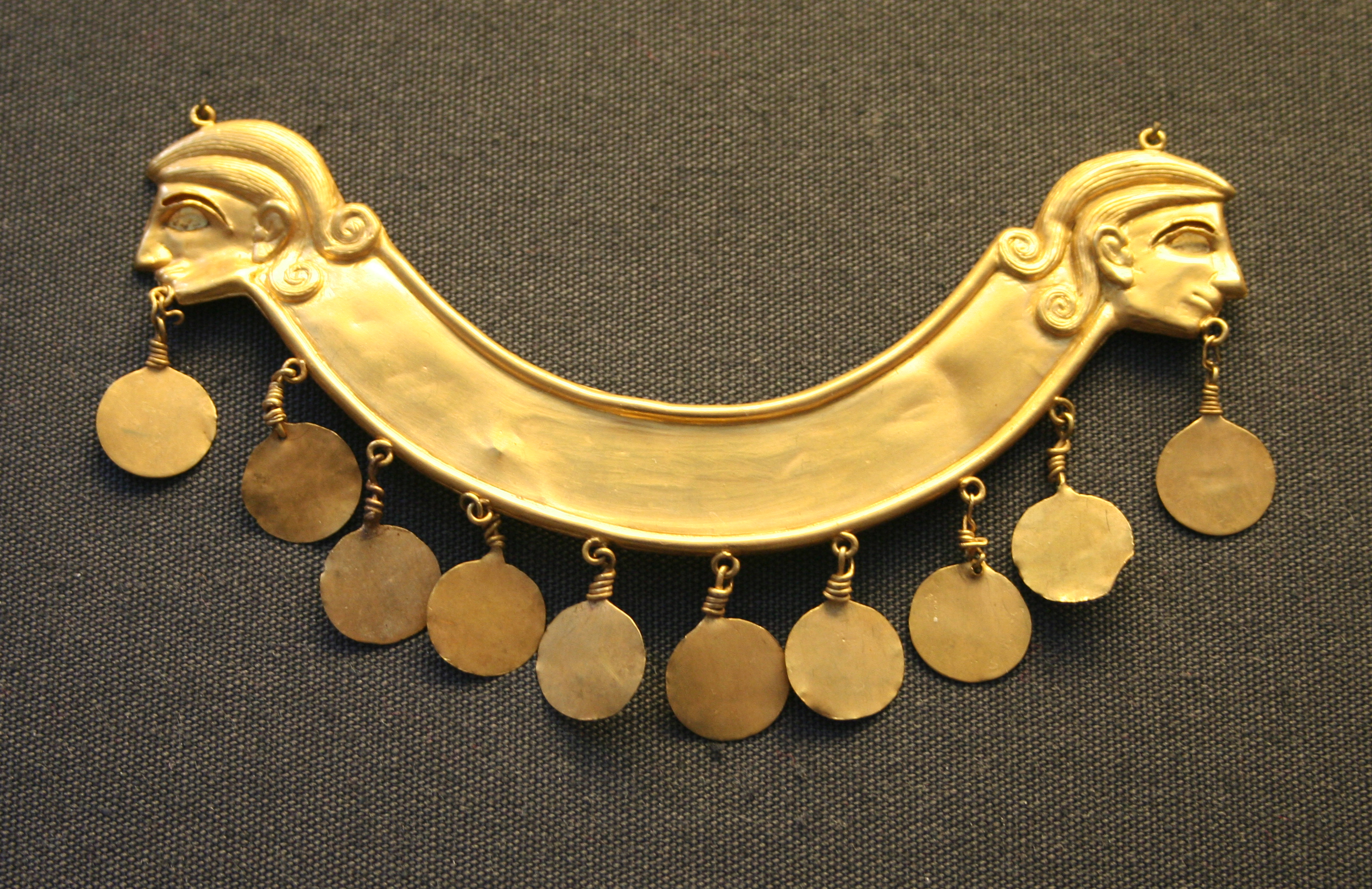
両端を人間の横顔で飾った細長い胸飾り
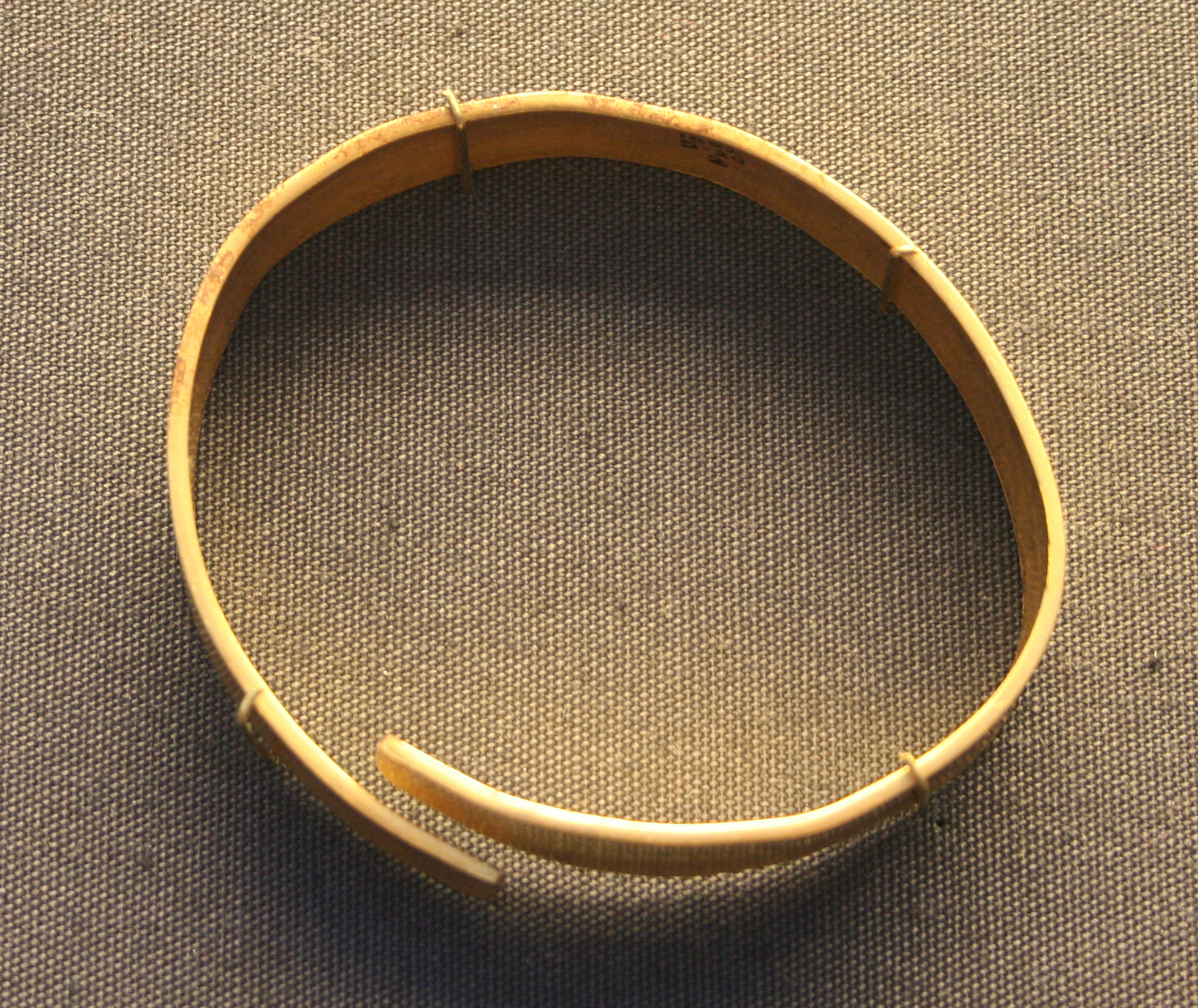
重い金のブレスレット
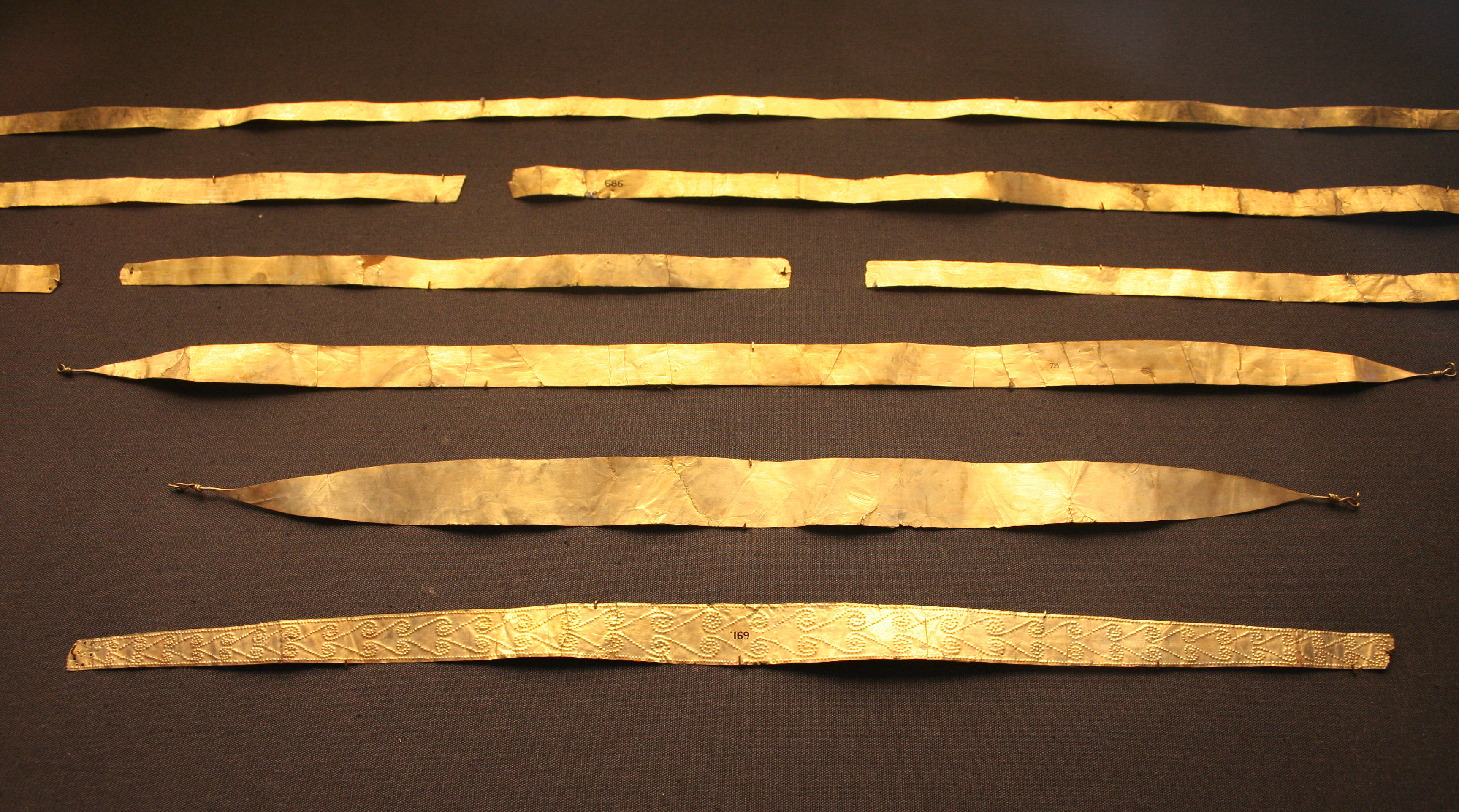
いくつかの金製のヘアバンドとダイアデム
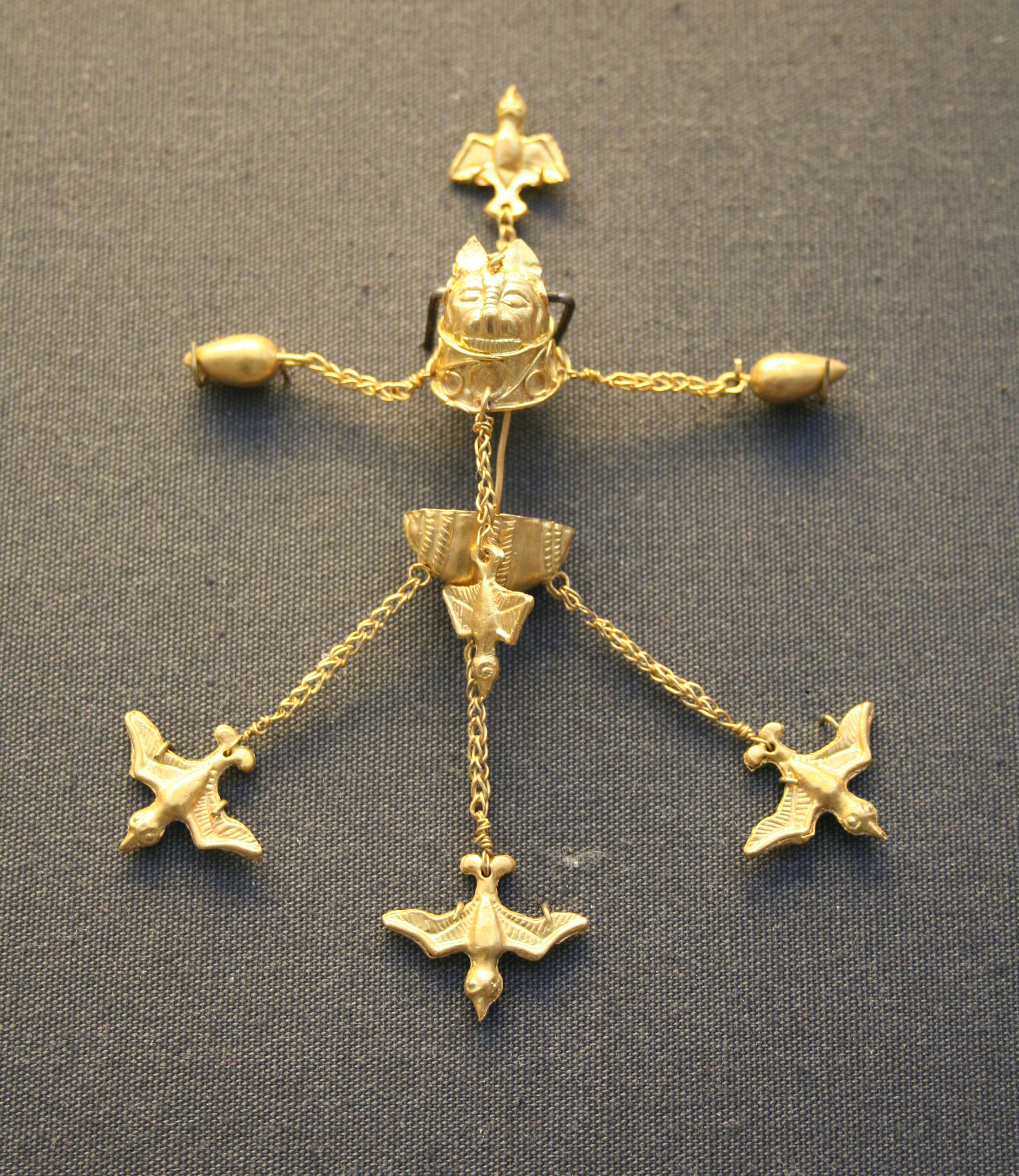
ライオンの頭を持つ金の飾り
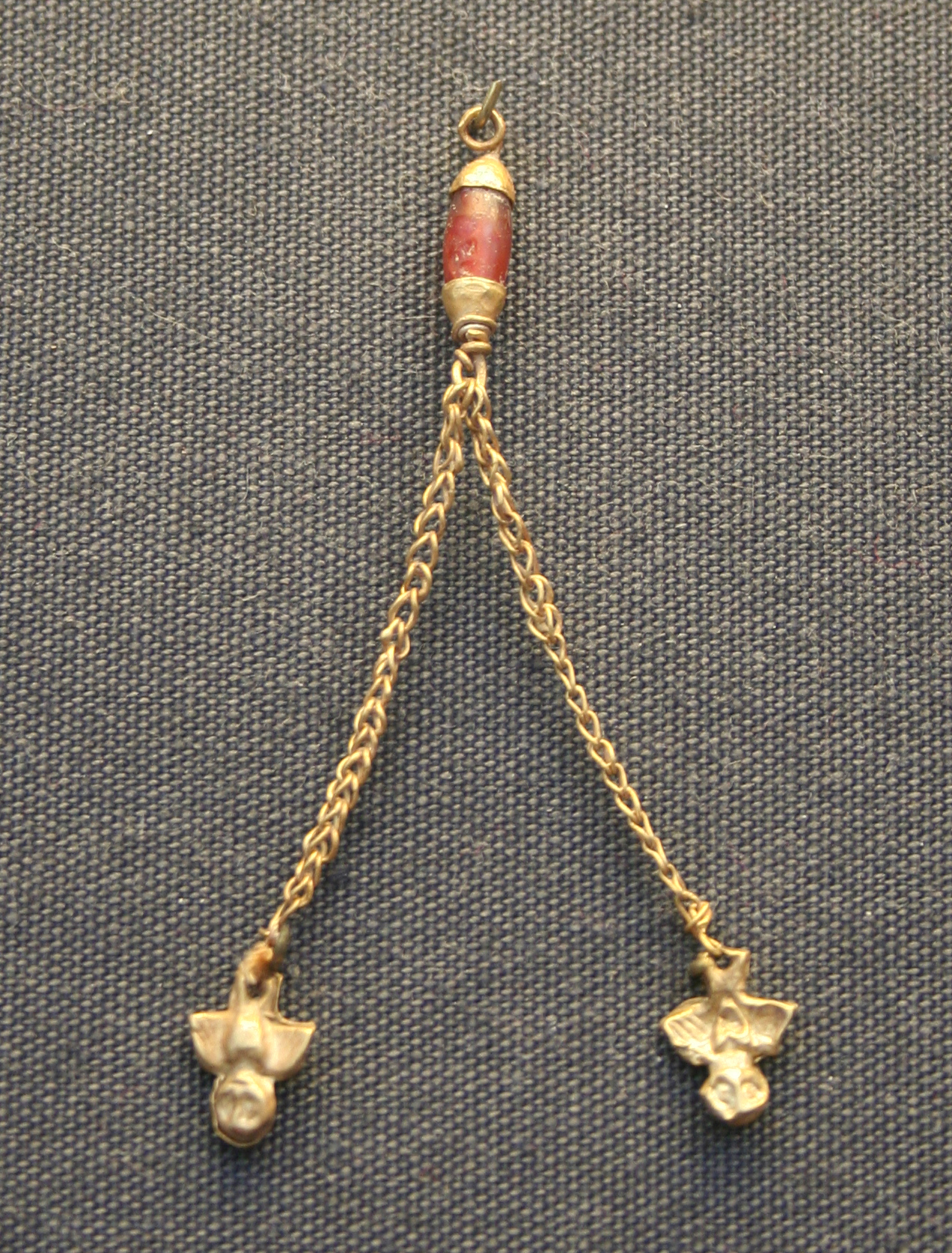
2本の金の鎖の先にフクロウの意匠が垂れ下がる金の飾り
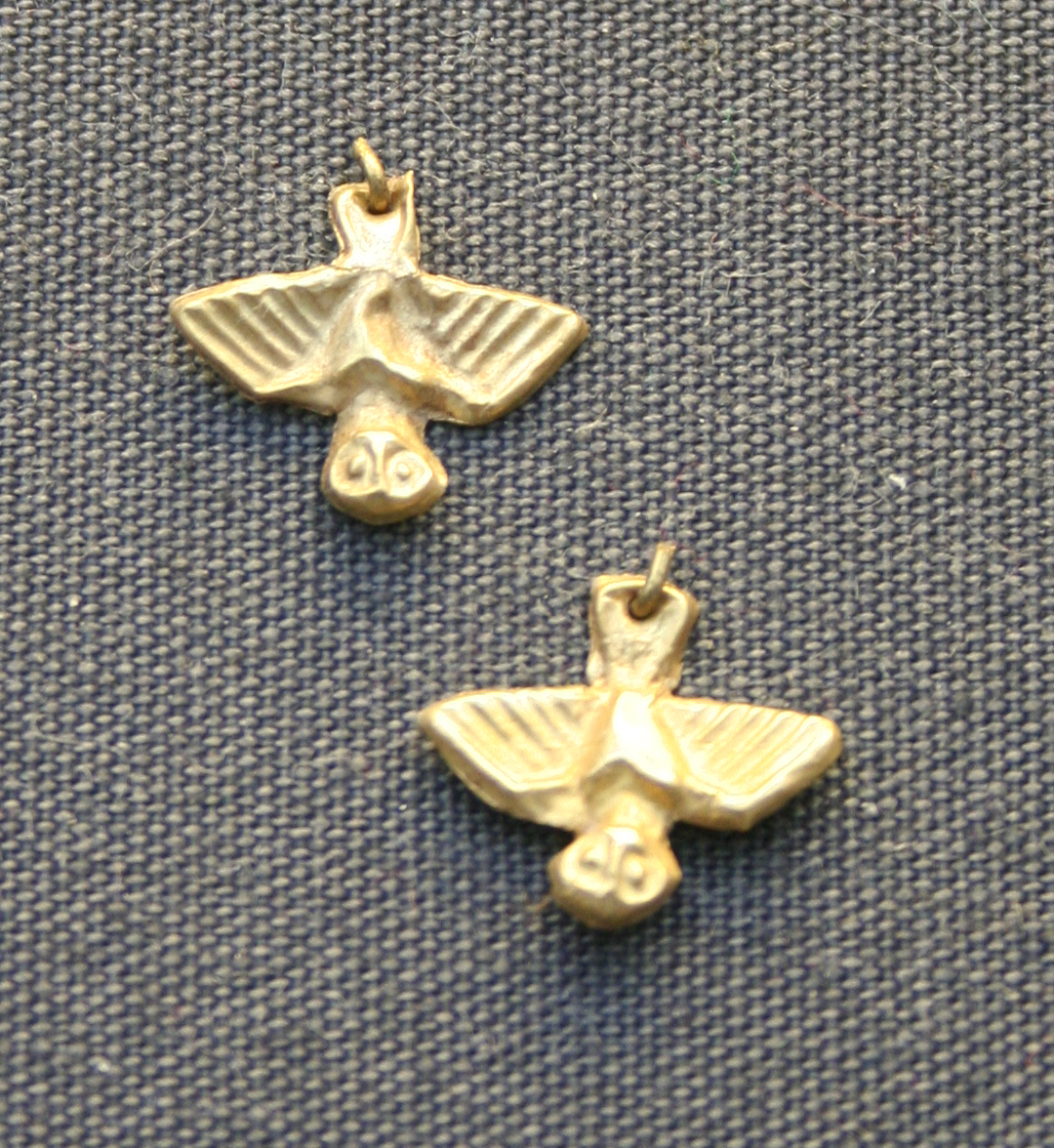
フクロウの形をした金のペンダント
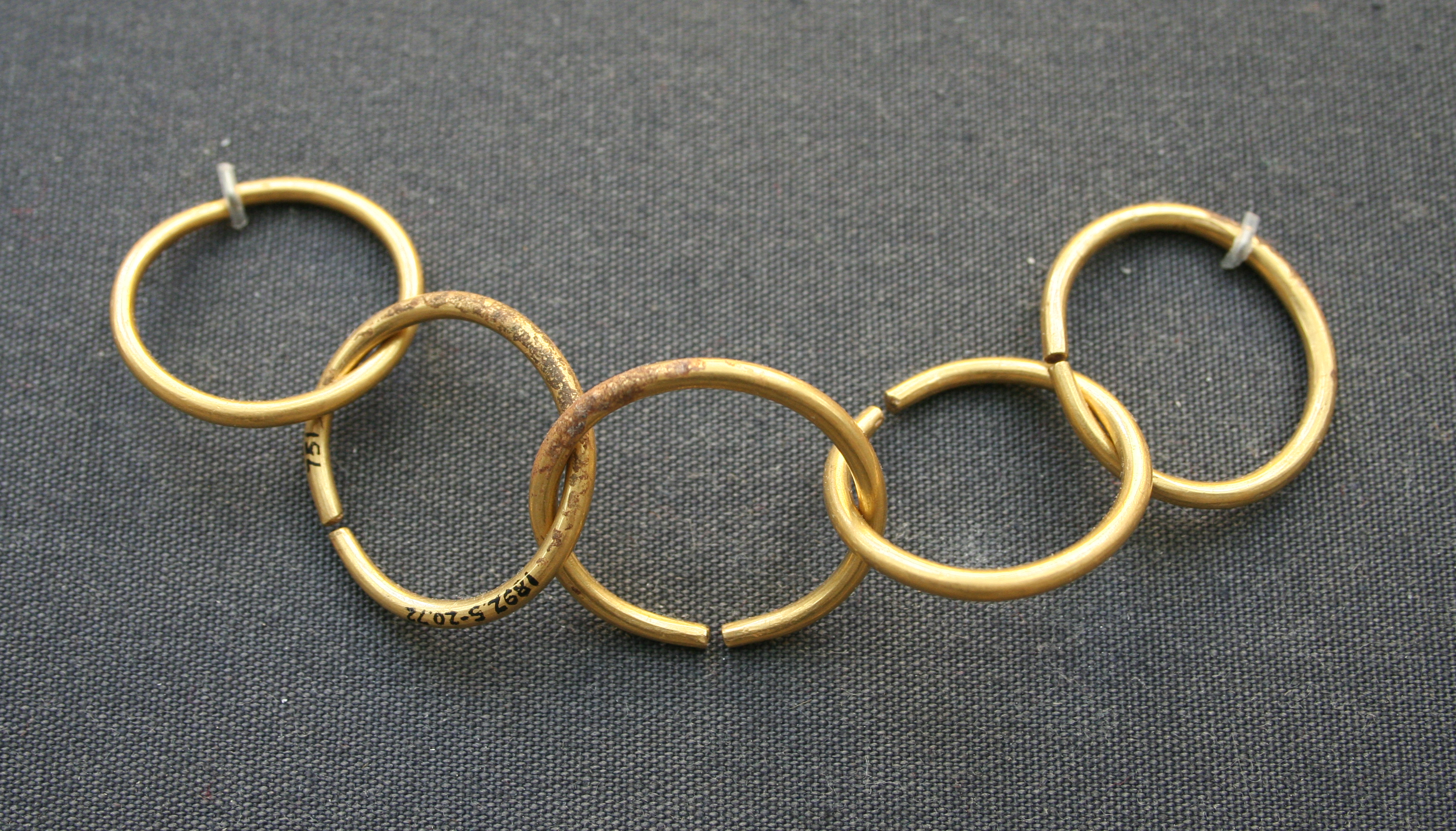
相互につなげられた5つの金輪
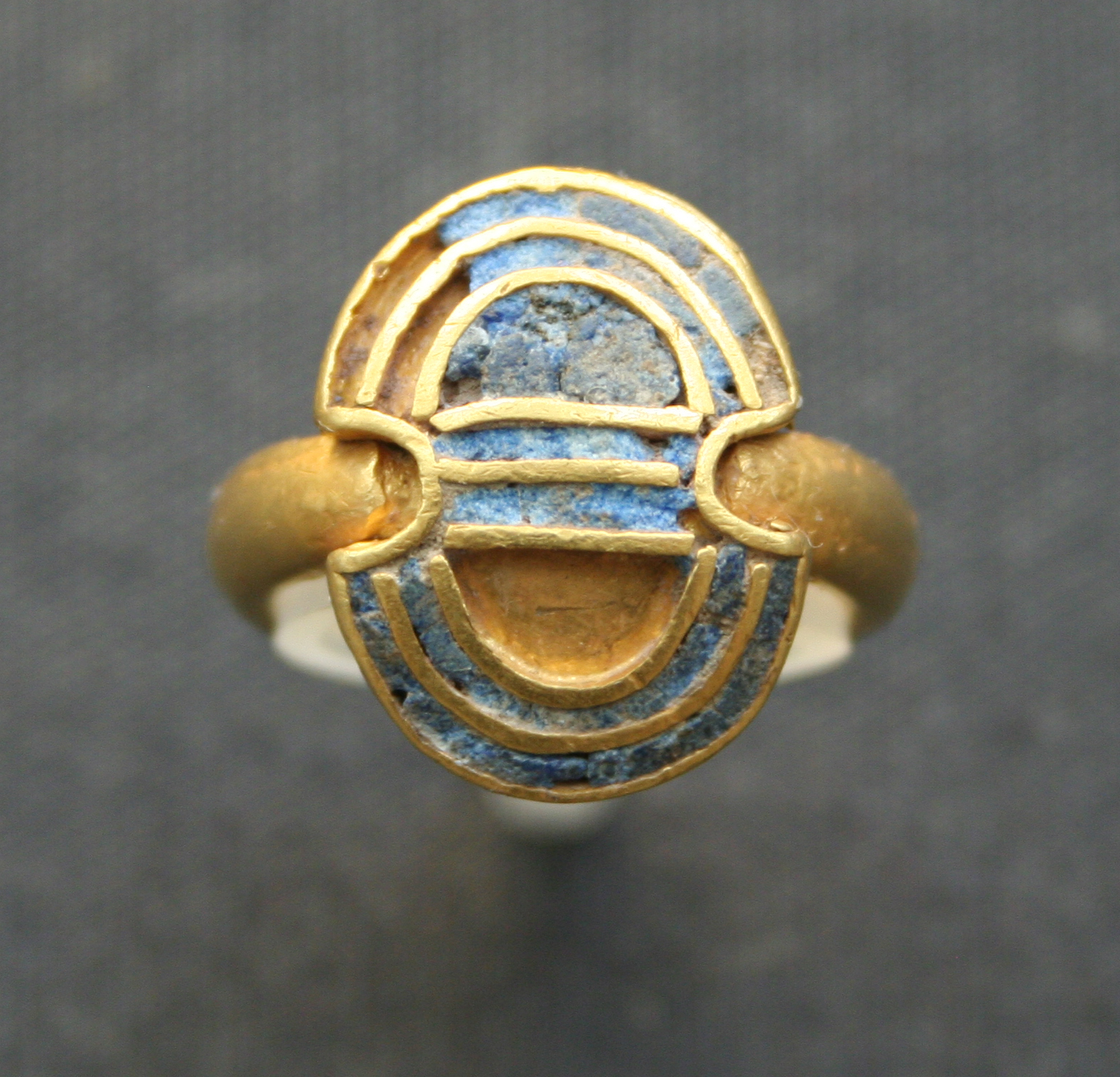
ラブリュス（両刃斧）のデザインにラピスラズリを象嵌した金の指輪
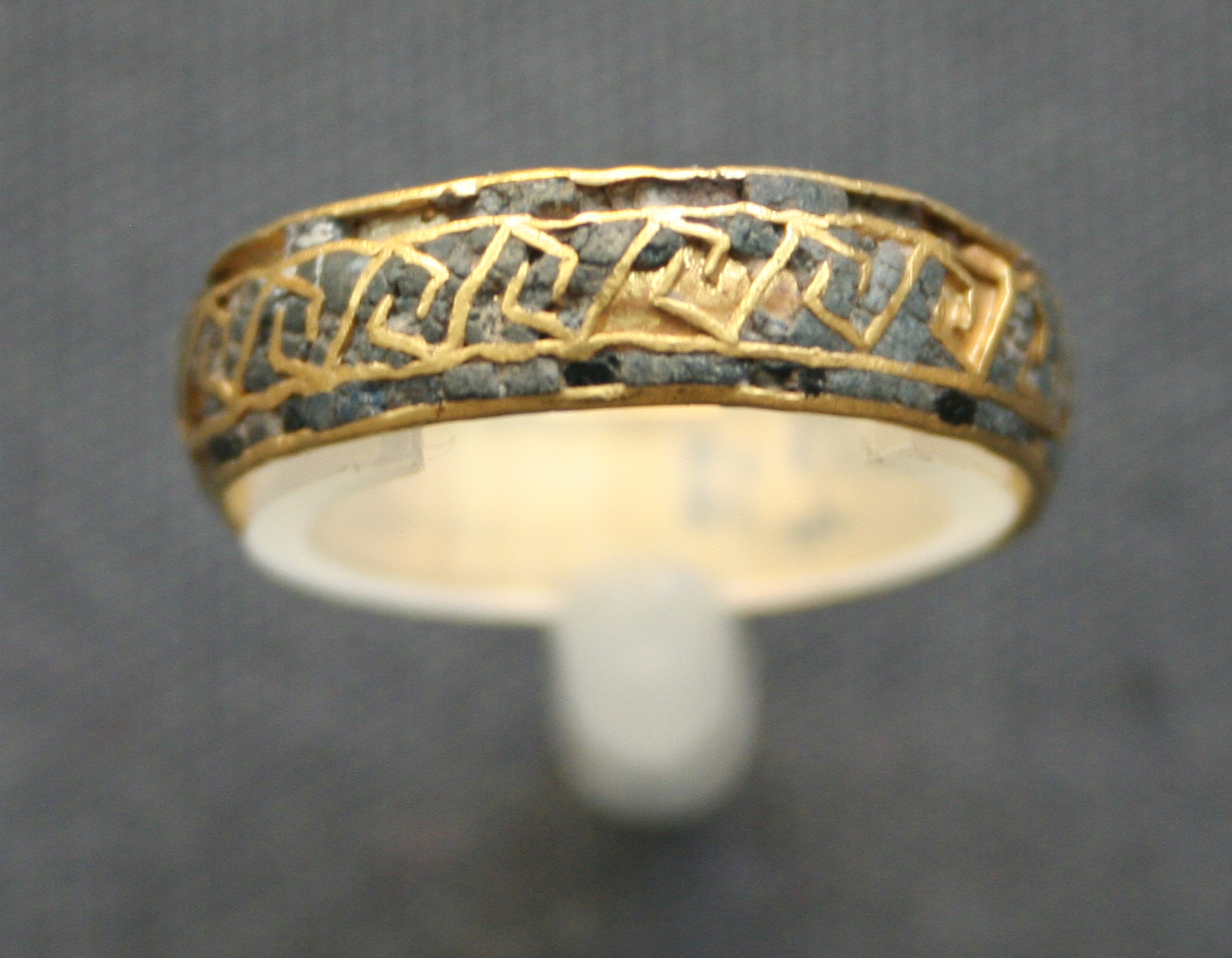
蛇行模様にラピスラズリを象嵌した金の指輪
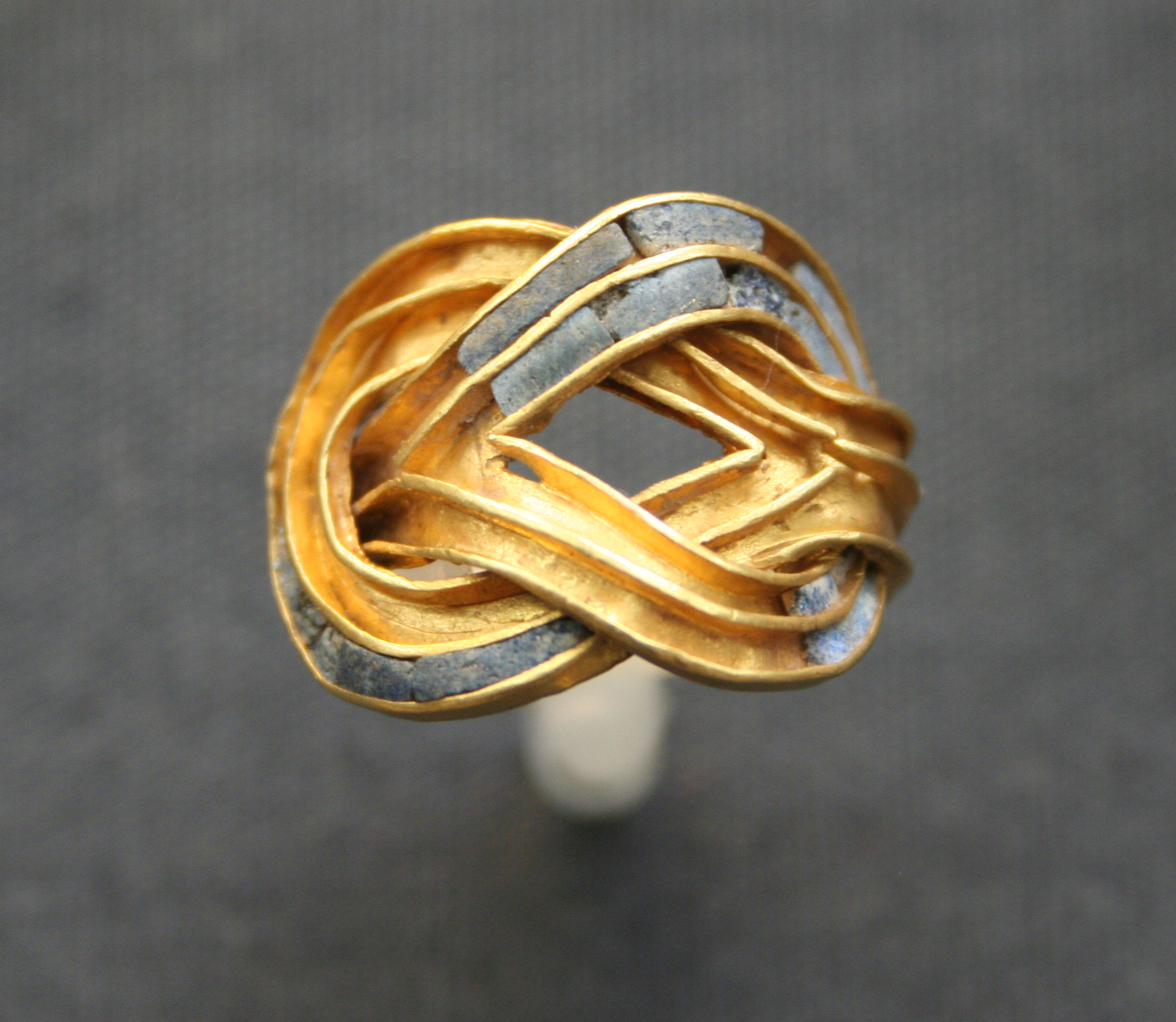
リーフ・ノットのデザインにラピスラズリを象嵌した金の指輪
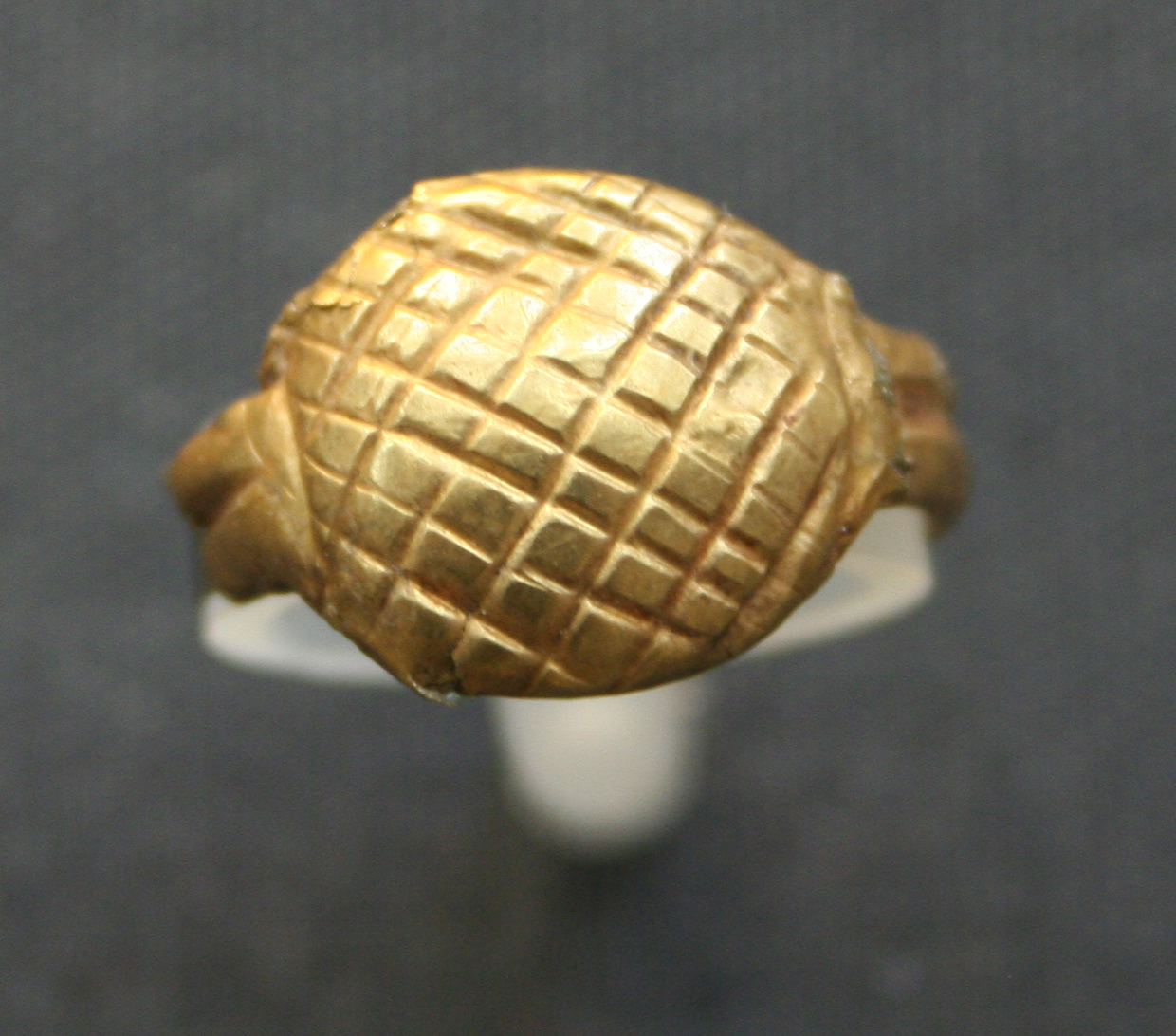
交差した線で装飾された金の指輪
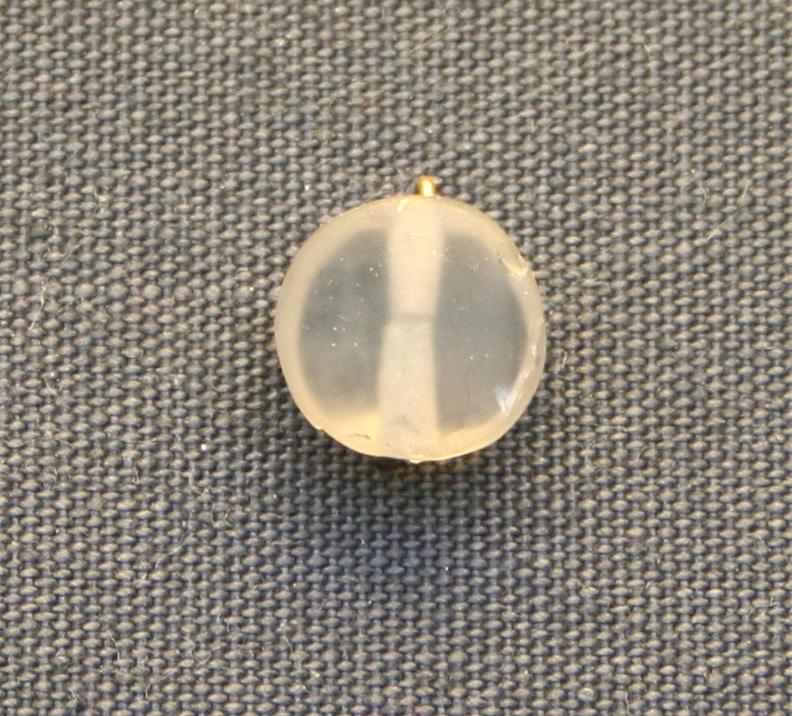
水晶から作られた円形のビーズ